# Intergovernmental Authority on Development
De Intergovernmental Authority on Development (IGAD) is een intergouvernementele organisatie van Oost-Afrikaanse landen. Ze is sinds 1996 de opvolger van de IGADD (Intergovernmental Authority on Drought and Development), een initiatief van de Djiboutische president Hassan Gouled Aptidon. De actieterreinen van de IGAD zijn voedselveiligheid, milieubescherming, vrede en veiligheid, economische samenwerking en regionale integratie en sociale ontwikkeling.

## Leden
- Djibouti (1986)
- Ethiopië (1986)
- Kenia (1986)
- Somalië (1986)
- Soedan (1986)
- Oeganda (1986)
- Eritrea (1993, teruggetrokken in 2007, opnieuw toegelaten in 2011)[2]
- Zuid-Soedan (2011, geschorst in 2021)[3]